# Cola nitida
La cola (Cola nitida) és considerat un arbre de la família de les malvàcies, encara que també s'engloba dins de les esterculiàcies, que es troba present de forma nativa en la part occidental tropical d'Àfrica, sobretot a Sierra Leone, Libèria, Togo, Congo, Ghana, Costa d'Ivori i Guinea. Actualment, és cultivada a tot arreu, i entre els països conreadors destaquen el Brasil, Indonèsia, Mèxic o les Antilles. També es coneix amb el nom de kola. Se'n poden distingir dues subespècies, l'alba i la rubra (blanca i vermella respectivament).
La paraula cola prové de kolatier, que és la denominació africana que rep l'arbre de la cola. La segona part del nom científic, nitida, deriva del llatí i significa brillant, de color blanquinós, referint-se a les característiques beines que forma aquest arbre. Sol ser consumida en forma de pols, en infusions o en begudes.

## Ecologia
És una planta que creix en llocs humits, de molta pluja i clima molt calorós, com el clima tropical.

## Morfologia
És un arbre monoic de creixement lent que pot arribar a fer de 15 a 20 m d'alçada. L'arrel és axonomorfa amb tiges llenyoses. Les fulles són senceres, acuminades, ovalades i lleugerament coriàcies, de color verd brillant i són glabres. Tenen una mida de 15 a 18 cm de longitud i 10 cm de gruix. La inflorescència és en raïm, i les flors són hermafrodites, de color groc verdós o blanques que creixen en forma de panícules. No presenten corol·la i el calze és gamosèpal i és constituït per 5 sèpals blancs amb estries porpres. L'androceu és subsèssil i monoadelf amb 10 anteres superposades i està unit a l'ovari, que és súper, formant l'androginòfor. El gineceu és ovoide i penta o hexacarpel·lar. El fruit és un polifol·licle de forma estrellada de color groc en la maduresa, dins de cada un dels quals trobem unes llavors grans de color vermellós que es diuen nous de cola.

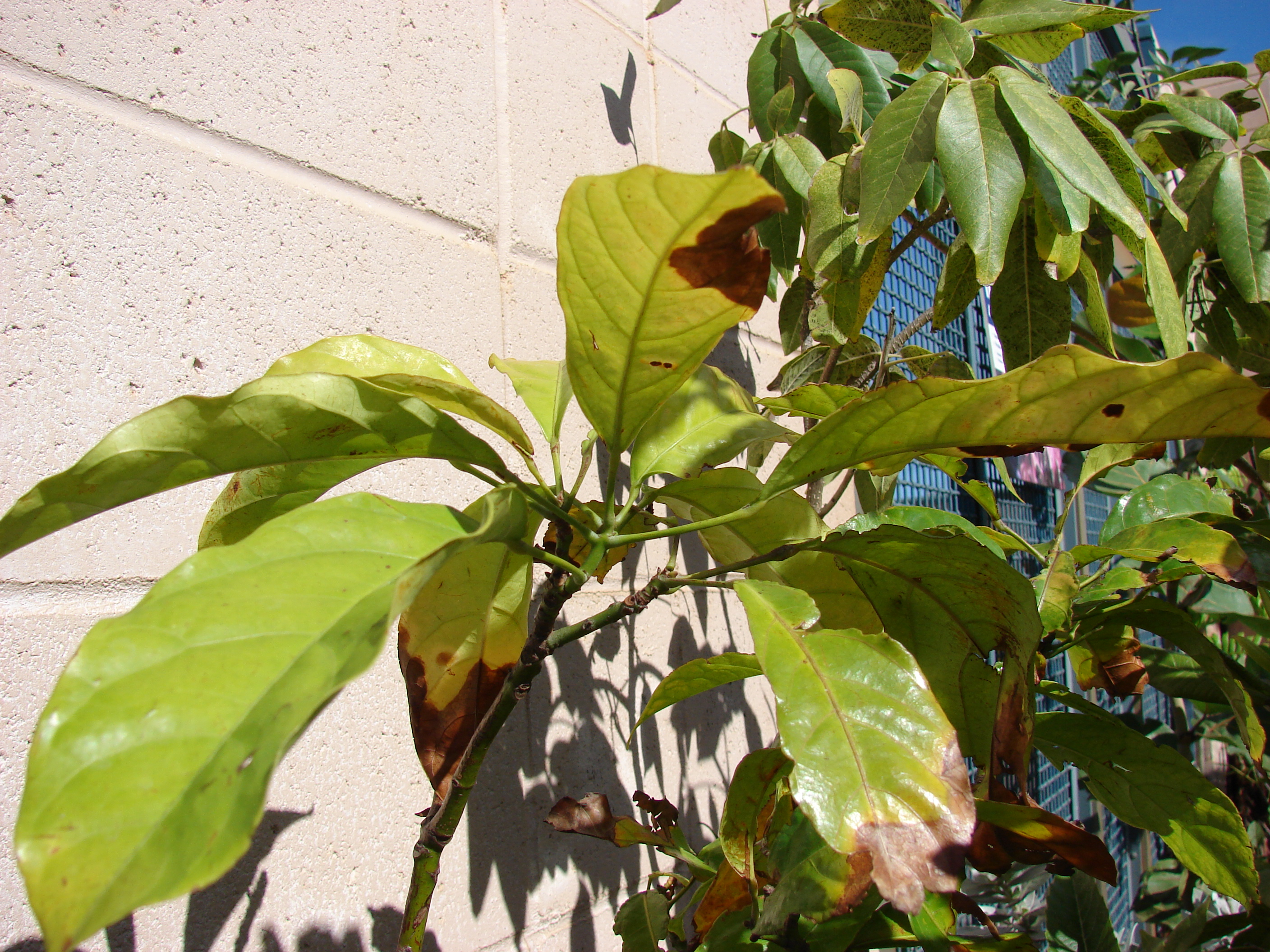
Fulles de Cola nitida

## Composició química
La nou de cola (la llavor) és la part de la planta que s'utilitza com a droga.
Les llavors de cola contenen les següents substàncies:
- Alcaloides: cafeïna (1,5-3,5%), teobromina (1-2%), teofil·lina.[10]
- Flavonoides: antocianina, tanins, catequina.
- Glucosidats: colanina.[11]
- Vitamines: Àcid ascòrbic (vitamina C), riboflavina (vitamina B2), tiamina (vitamina B1), àcid nicotínic (vitamina B3).
- Altres: sucres, sals potàssiques i càlciques, midó, cel·lulosa, àcid tànnic.[3]

## Acció farmacològica / propietats
La nou de cola té les següents propietats:
- Estimulant del sistema nerviós central: Les bases xàntiques exerceixen un efecte estimulant sobre el sistema nerviós central. Sembla que el mecanisme d'acció d'aquests alcaloides està relacionat amb la inhibició de les fosfodiesterases de l'AMPc i en menor grau del GMPc, incrementant les concentracions d'aquests importants mediadors cel·lulars.[12]
- Desfatigant
- Cardiotònica: La colanina incrementa el ritme de batec del cor.
- Eupèptica[13]
- Lipolítica
- Diürètica: La cafeïna augmenta la producció d'orina. L'efecte sembla degut a un augment de la filtració glomerular i a una disminució de la reabsorció tubular.
- Vasoconstrictora
- Broncodilatadora: Útil per a asmàtics.
- Antioxidant: Principalment degut a la cafeïna, però també a altres metabòlits secundaris que conté la cola.[14]

La cola és contraindicada formalment en casos d'úlcera gàstrica i gastritis, ja que indueix a la secreció d'àcid gàstric. També és contraindicada en casos d'arrítmia cardíaca, tensió arterial alta, en nens i en dones embarassades o que donen pit.
Es recomana no combinar-la amb el cafè o el te.

## Usos

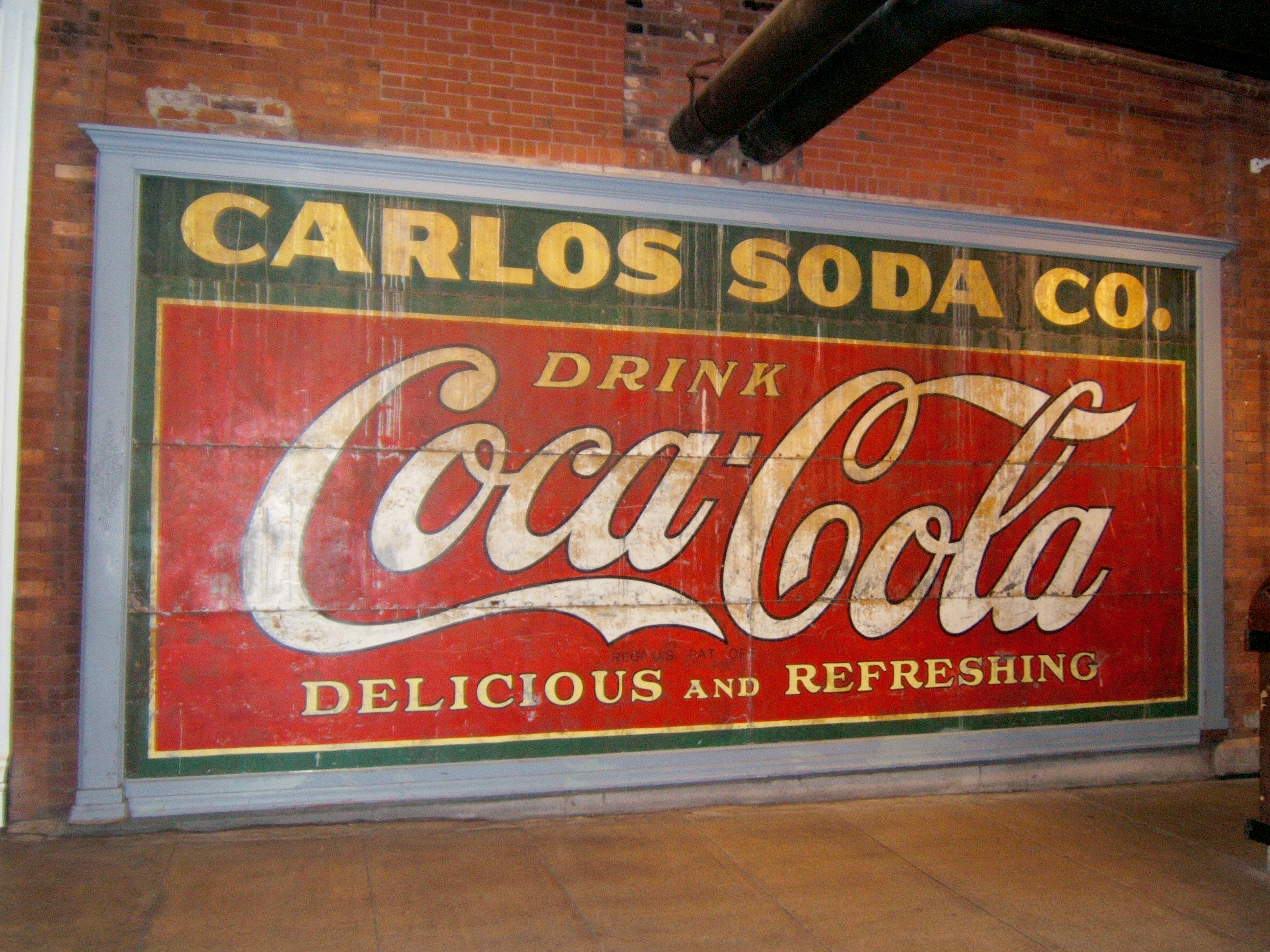
Vell cartell publicitari de Coca-Cola a la ciutat d'Atlanta

És el principal ingredient de determinades begudes refrescants de gran consum. A més a més, s'usa com a aromatitzant de llaminadures i dolços.
A Nigèria, el col·lectiu dels Hausa-Fulani (representa el 30% de la població), la fam servir sovint en rituals espirituals i també per a donar la benvinguda a nous integrants de la tribu o a visitants. El que fan és triturar les nous de cola i oferir-les als visitants. També s'utilitza per les seves propietats de goma com un xiclet natural.
En certes ètnies de l'Àfrica Occidental, la cola s'usa per a demanar la mà a la futura esposa. El nuvi, juntament amb un missatger, compra i embolica un nombre determinat de nous de cola, que varia depenent de l'ètnia. Són entregades a la família de la futura esposa pel missatger i simbolitzen la unió entre les dues famílies. Seguidament, el missatger s'encarrega de comunicar al pare de la núvia les virtuts del nuvi. Si el pare accepta el nuvi, les nous de cola són trencades i es comparteixen per a segellar l'aliança. També s'usa en certs baptismes africans, com el baptisme malinké, en què després d'anunciar el nom del nounat i del festeig, es reparteixen nous de cola i pa blanc entre tots els assistents.
A Trinidad i Tobago s'usa per a problemes en el part, d'infertilitat i per a la hipertensió arterial.

## Toxicitat
La cola té uns efectes secundaris que són l'excitació, l'insomni i la taquicàrdia. També pot provocar sobreexcitació seguida de depressió.

## Història
La cola en general (sense distingir-ne espècies) s'ha emprat des de temps remots per diverses ètnies com un estimulant, però a partir del segle XIX pren un protagonisme elevadíssim per la irrupció de la Coca-Cola. El 1886 a Atlanta, Geòrgia, John Pemberton desenvolupa una versió no alcohòlica de la beguda French Wine Coca. Inicialment, es ven com a beguda medicinal, ja que es creia que l'aigua carbonatada aportava grans beneficis a la salut. El 1899, després de diversos canvis en el control de la companyia, s'estableix a Chattanooga, Tennessee la primera fàbrica embotelladora. La Coca-Cola anà adquirint més i més clients fins a arribar a la Primera Guerra Mundial, quan té la seva primera expansió internacional, que és encara més gran en la Segona Guerra Mundial, quan comencen a distribuir la beguda en les famoses llaunes. El 1983 desenvolupen la primera variació de la fórmula original de Coca-Cola, la Coca-Cola sense cafeïna, que va tenir una bona acollida, fet clau per a la creació de Coca-Cola en altres sabors, com vainilla, cirera o llimona.
És distribuïda en més de dos-cents països, i ha esdevingut un exemple de la globalització en el segle xx.